# Irina Kolpakova
Irina Alexandrovna Kolpakova (Ири́на Алекса́ндровна Колпако́ва), née le 22 mai 1933 ou 1935 à Léningrad (RSFSR -  URSS) est une ballerine soviétique et russe qui fit sa carrière au Kirov (redevenu Mariinski par la suite) et qui connut le succès dans les années 1960-1980. Elle devint également pédagogue, maîtresse de ballet et chorégraphe. Elle a été faite artiste du peuple de l'Union soviétique en 1965, héros du travail socialiste en 1983 et lauréate du prix d'État d'URSS en 1980.

## Biographie
Irina Kolpakova étudie à l'École chorégraphique de Léningrad où elle est l'élève d'Agrippina Vaganova et en sort en 1951. Elle devient en l'espace de nombreuses années de travail une prima ballerina du théâtre Kirov. Elle a fait des tournées avec son théâtre en Europe occidentale et s'est produite notamment plusieurs fois à Paris, dans les années 1970, où elle a reçu par exemple l'étoile d'or au troisième festival international de la danse en 1965.
Elle commence sa carrière de pédagogue en 1971 au Kirov et poursuit sa formation de chorégraphe (maître de ballet) au conservatoire de Léningrad où son travail de diplôme, qu'elle présente en 1982, porte sur La Belle au bois dormant de Tchaïkovski au théâtre de Vilnius dirigé par P. A. Goussev.
Irina Kolpakova demeure avec son époux Vladilen Semionov (ancien danseur et chorégraphe du Kirov) dans leur appartement de l'immeuble Tolstoï à Saint-Pétersbourg. De cette union est issue une fille.

## Principales chorégraphies
Irina Kolpakova a monté plusieurs grands ballets du répertoire dont :
- Giselle (Adam), en 1987 au Kirov
- La Belle au bois dormant (Tchaïkovski), en 1990 au Kirov
- Chopiniana, Les Ombres, Paquita en 1988 à Minsk
- La Sylphide, en 1989 à Sofia

Après l'écroulement de l'URSS et de l'économie dans les années 1990, elle passe plusieurs saisons à New York comme maître de ballet pour subvenir à ses besoins et compléter sa pédagogie. Elle est pensionnée en 1996 par la présidence de la fédération de Russie pour services rendus au développement de l'art dans son pays.

## Filmographie
- 1960 : Miniatures chorégraphiques, film-ballet télévisé
- 1970 : La Demoiselle et le Voyou, téléspectacle
- 1970 : L'un d'entre nous, film d'espionnage se passant pendant la dernière guerre de Guennadi Poloka produit par Mosfilm, où on la voit danser le rôle de Kitri dans Don Quichotte
- 1982 : La Maison au bord de la route, ballet télévisé d'Alexandre Belinski[3], sur une musique de Valery Gavriline
- 1984 : La Sylphide, film-ballet télévisé
- 1986 : Agrippina Vaganova, film documentaire